# Igor Gianola
Igor Gianola (24 marzo 1970) è un chitarrista svizzero.

## Biografia

### Infanzia e studi
Iniziò lo studio della chitarra classica a nove anni per poi smettere un anno dopo. Ricominciò a 15 anni con la chitarra elettrica.
Nel 1993 Igor Gianola venne ingaggiato dai Gotthard per la tournée mondiale dell'album Dial Hard che lo vide così partecipare a più di 100 concerti tra Europa, Stati Uniti e Giappone. In questo periodo Gianola entrò per due anni in pianta stabile nella band, rimanendovi fino al 1995.

### 1998-2012: Igor Gianola negli U.D.O.
Nel 1998 Igor Gianola, assieme a Lorenzo Milani sono tra gli artefici della reunion degli U.D.O., al fianco di Udo Dirkschneider, che si concretizzò con l'uscita dell'album Holy (Nuclear Blast) del 1999, un album a cui Gianola apportò numerose innovazioni chitarristiche rispetto al sound precedente della band. Nello stesso anno Igor Gianola fonda la band heavy metal / A.O.R. Alto voltaggio, mantenendo però un rapporto privilegiato con gli U.D.O. di cui ormai era parte integrante. Con gli U.D.O. pubblicò negli anni seguenti Live from Russia (Breaker Records, 2001), Man and Machine (Breaker Records, 2002) , Nailed to Metal - The Missing Tracks (AFM Records, 2003), Thunderball (AFM Records, 2004), Mission No. X (AFM Records, 2005), Mastercutor (AFM Records, 2007), mentre con il progetto parallelo Alto voltaggio arrivò alla realizzazione del primo album solo nel 2006 We Play Rock'n'Roll (Indie Recordings). Se nel 2004 era intanto stato invitato come ospite nell'album Feeding the Fire (MTM Music) della band esordiente Edge of Forever, nel 2005 aveva pubblicato con la band norvegese Wild Willy's Gang l'album Camouflage, a fianco del guitar hero dei TNT Ronni Lé Tekrø. Dal 2007 collabora con i Jorn di Jørn Lande, 3 brani sull'album Spirit Black. Nello spesso anno presta poi la chitarra alla cantante tedesca LaFee per il suo primo omonimo album uscito per la EMI.
Nel 2007 gli U.D.O. festeggiano il loro ventennale con Metallized - 20 Years of Metal. Igor Gianola rimarrà così nella band fino al 2013 partecipando, oltre che agli album a firma U.D.O., anche a 7 tour mondiali che li vide anche condividere il palco con band come Kiss, Aerosmith, Judas Priest, Ronnie James Dio, David Lee Roth, Journey. Nel 2008 aveva invece scritto alcuni brani per l'album Crash & Burn (AFM Records) della band tedesca Sinner.
Nel 2010, viene ospitato ancora degli Edge Of Forever nell'album Another Paradise e poi con i Jorn partecipa all'album Dio (Frontiers Records), mentre nel 2011 viene invitato da Mark Sweeney dei Crystal Ball e Michael Voss dei Mad Max a mettere la chitarra nel brano Ride The Bullet dell'omonimo primo album dei Wolfpakk, un progetto parallelo del duo che realizzava dichi invitando di brano in brano i migliori musicisti della scena hard & heavy.
Nel 2012 Igor Gianola, dopo 15 anni di militanza negli U.D.O., lasciò la band per dedicarsi maggiormente alla propria vita familiare.

### 2013-in poi: Il ritorno con i CoreLeoni
Negli anni successivi l'attività di Gianola si riduce notevolmente. Nonostante questo, nel 2015 pubblicò il suo primo album a nome proprio intitolato Rockmantic, che lo vedeva sempre al fianco dei suoi Alto Voltaggio.
Nel 2016 viene invitato da Pino Scotto ad intervenire nel live di celebrazione dei 50 anni di carriera assieme a grandi nome dell'heavy metal italiano e non solo, a cui seguì il CD/DVD dal titolo Live for a Dream (Nadir Music) dove Gianola compare nei brani Morta è la città e Che figlio di Maria.
Ma fu con il 2018 che Igor Gianola tornò più attivamente sui palchi quando venne chiamato da Leo Leoni a far parte dei CoreLeoni, una band che riuniva membri precedentemente coinvolti nei Gotthard, costituendone così una naturale prosecuzione. Nello stesso anno Gianola mise così la chitarra nell'album The Greatest Hits Part 1 (Frontiers Music SRL) e nell'anno seguente incise II (AFM Records).

## Discografia

### Solista
- 2015 - Rockmantic

### U.D.O.
- 1999 - Holy
- 2001 - Live from Russia (live)
- 2002 - Dancing with an Angel (singolo)
- 2002 - Man and Machine
- 2003 - Nailed to Metal - The Missing Tracks (live)
- 2004 - Thunderball
- 2005 - 24/7 (EP)
- 2005 - Mission No. X
- 2007 - The Wrong Side of Midnight (EP)
- 2007 - Mastercutor
- 2007 - Metallized - 20 Years of Metal (raccolta)
- 2008 - Mastercutor Alive (live)
- 2009 - Infected (EP)
- 2009 - Dominator
- 2011 - Leatherhead (EP)
- 2011 - Rev-Raptor
- 2012 - Celebrator - Rare Tracks

### Wild Willy's Gang
- 2005 - Camouflage

### Alto Voltaggio
- 2006 - We Play Rock'n'Roll
- 2008 - Seat Plug Play
- 2009 - AC/DC Night 2009
- 2010 - Battito Ribelle

### Jorn
- 2009 - Spirit Black
- 2010 - Dio
- 2020 - Heavy Rock Radio, Vol. 2: Executing the Classics

### Coreleoni
- 2018 - The Greatest Hits Part 1
- 2019 - II